# کارلوس مارکوسیان
کارلوس هایکی مارکوسیان (ارمنی: Կառլոս Հայկի Մարկոսյան؛  زادهٔ ۸ ژوئن ۱۹۱۵ - درگذشته ۱۷ ژانویهٔ ۲۰۰۲) خواننده اپرا اهل ارمنستان بود. وی بین سال‌های - تا - میلادی فعالیت می‌کرد.

## زندگی‌نامه
وی در ۸ ژوئن ۱۹۱۵ در ایروان به دنیا آمد . وی دو دختر به نام‌های هاسمیک و گوهار دارد. وی در کالج دولتی موسیقی رومانوس ملیکیان و تالار آکادمی ملی اپرا و باله آلکساندر اسپنداریان فعالیت می‌کرد. وی همچنین برنده جوایزی همچون هنرمند مردمی ارمنستان شوروی (۱۹۸۶) شد. وی در ۱۷ ژانویهٔ ۲۰۰۲ در سن ۸۶ سالگی در ایروان درگذشت